# Чимерно
Чимерно (словен. Čimerno) је насељено место у словеначкој општини Радече у покрајини Долењска која припада Посавској регији. До јануара 2014. је припадало Савињској регији.
Чимерно се налази на надморској висини од 813,2, м, површине 4 км². Приликом пописа становништва 2011. године насеље је имало 33 становника. 
Локална црква је посвећена Светој Тројици, а припада парохији Свибно. То је средњовековна црква која је проширена и обновљена у неколико наврата.